# 埃米尔·马丁内斯
埃米尔·何塞·马丁内斯·克鲁斯（Emil José Martínez Cruz，1982年9月9日—）生于埃爾普羅格雷索，洪都拉斯职业足球运动员，是洪都拉斯國家足球隊成員之一。

## 俱乐部生涯
2008年，马丁内斯曾在上海申花效力，表现出色，获得了中国足球先生。而2009年3月15日，马丁内斯又转投了上海申花在中超中的主要竞争对手之一——北京国安。
由于国安曾经拥有沃尔特·马丁内斯，所以球迷和媒体习惯上将埃米尔称作“大马丁内斯”，但事实上埃米尔的年纪比沃尔特·马丁内斯还要小将近6个月。他在加盟国安队后一段时间内表现一般，在中超联赛前半段，马丁内斯进球寥寥，仅在主场3比1击败深圳红钻比赛中利用任意球攻进一球。但是在赛季尾声，他却突然爆发，先是在伤停补时阶段打入一球帮助北京国安客场逼平了争冠主要竞争对手河南建业，随后又在最后一轮的联赛中上演了帽子戏法，帮助北京国安最终夺取了中超冠军。
2009年11月25日，墨西哥甲级联赛球队英迪欧斯宣布，马丁内斯正式加盟该队征战下赛季的墨西哥联赛。
2010年曾効力另一支中超球队杭州綠城。2012年马丁内斯第三次到中国联赛踢球，加盟中甲联赛球队湖南湘涛，在赛季结束后马丁内斯再次回到马拉松竞技。
2013年7月，马丁内斯重返湖南湘涛效力。